# Neuweg
Neuweg ou La Chaussée (anciennement aussi Newen Weg ou Via Nova) est une ancienne commune française, située dans le département du Haut-Rhin et la région Alsace.
La commune fut supprimée en 1830 et ses sept anciens hameaux répartis entre trois communes voisines :
- le hameau de Stutz est devenu le hameau ou lieu-dit de Bartenheim-la-Chaussée, rattaché à la commune de Bartenheim ;
- les trois hameaux de Richardshäuser (ou Richardshaeuser, ou « Maisons de Richard »), Loechlé et Schäferhof (ou Schaeferhof) sont devenus des lieux-dits de la commune de Kembs ;
- les trois hameaux de Langenhäuser (ou Langenhaeuser, « Grandes Maisons »), Hoberhätiser (ou Hoberhaetiser, « Maisons Hautes ») et Dreihäuser (ou Dreihäuser, « Trois maisons ») sont rattachés à la commune de Blotzheim, où ils constituent le quartier Blotzheim-la-Chaussée, avant que celui-ci soit rattaché en 1958 à la commune de Saint-Louis sous le nom de Saint-Louis-la-Chaussée ou Saint-Louis-Neuweg (ou encore parfois les noms de ses trois anciens hameaux).

## Histoire
- Époque romaine : Parallèlement au Rhin une route reliant Bâle à Strasbourg est tracée à l'usage des courriers romains. Son tracé sur la Table de Peutinger passe par Augst, Arialbinum, Cambete (Kembs) pour rejoindre Argentorate (Strasbourg).
- 1568 : Il est pour la première fois mention de Newen Weg (la chaussée nouvelle) dans l'Urbar de Landser. La chaussée entretenue par Bâle mène à sa possession de Michelfelden.
- XVIe siècle : Les Huguenots français réfugiés à Bâle y fondent des industries textiles. Plusieurs auberges, haltes pour les nombreuses voitures attelées de marchandises apparaissent le long de la nouvelle chaussée.
- XVIIe siècle : Naissance d'une série de hameaux autour de ces auberges dont celui de La Chaussée et de Saint-Louis.
- XVIIIe siècle : Vers 1700 les archives paroissiales de Village-Neuf, mentionnent pour la première fois le hameau de Via Nova, rattaché à Blotzheim. Naissance  de la commune indépendante de Neuweg ou la Chaussée à partir de l'ensemble des sept hameaux dispersés (Langenhäuser, Hoberhätiser, Dreihäuser, Stutz, Richardshäuser, Loechlé et Schäferhof) entre Saint-Louis et Kembs.
- 1830 : Le 25 mai par ordonnance du roi Charles X, le préfet du Haut-Rhin supprime la commune de Neuweg ou la Chaussée de l'arrondissement d'Altkirch et divise son territoire en trois portions réunies aux communes de Blotzheim, Bartenheim et Kembs.
- 1853 : Construction sous Napoléon III de la Pisciculture royale sur la possession féodale de Blotzheim, situé actuellement dans la Réserve naturelle de la petite Camargue alsacienne.
- 1880 : Un recensement de Blotzheim mentionne un total 53 maisons et 320 habitants pour la possession de La Chaussée soit plus du dixième du total de la ville.
- 1939 : Le 1er septembre, l'Alsace est évacuée. La population de Blotzheim-la-Chaussée trouve asile dans le département des Landes.
- 1958 : Le 6 mars par décret du Conseil d'État, Blotzheim-la-Chaussée est rattaché à la commune de Saint-Louis sous le nom de Saint-Louis-la-Chaussée.La Chaussée représente alors le tiers de la population de Blotzheim soit environ 981 habitants et environ un tiers de la surface de ses terres.

## Héraldique
| Blason de l'ancienne commune de Neuweg. | Le blason de l'ancienne commune de Neuweg : De gueules à une borne d'argent chargée d'un œillet de pourpre au cœur d'or tigé de sinople, surmontée des lettres capitales N et W aussi d'argent. Il a été retiré en 1958 du fait de la fusion avec Saint-Louis. |

## Démographie
| 1793 | 1800 | 1806 | 1821 |
| ---- | ---- | ---- | ---- |
| 298  | 331  | 324  | 422  |

## Personnalités liées à la commune

### Jean-Hugues Chancel
Jean-Hugues Chancel (1766 - 1834), colonel de la Révolution et du Premier Empire et qui fut également maire de Neuweg.

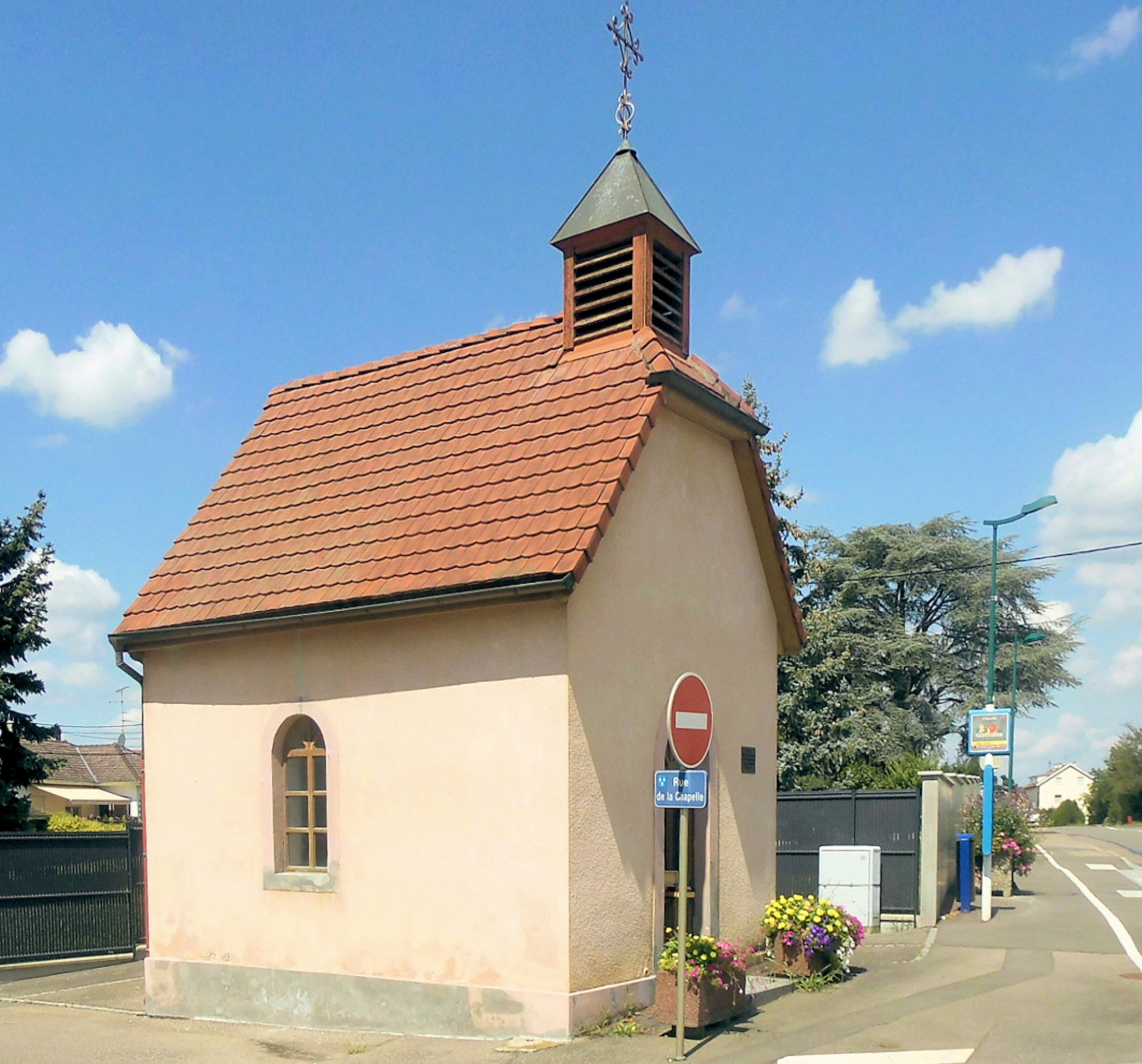
La chapelle Notre-Dame-de-Löurdes

## Voir également
- Source Foyer St-Pierre
- Réserve naturelle de la petite Camargue alsacienne qui occupe une partie du territoire